# Kawasaki Z 1000 Z 1-R

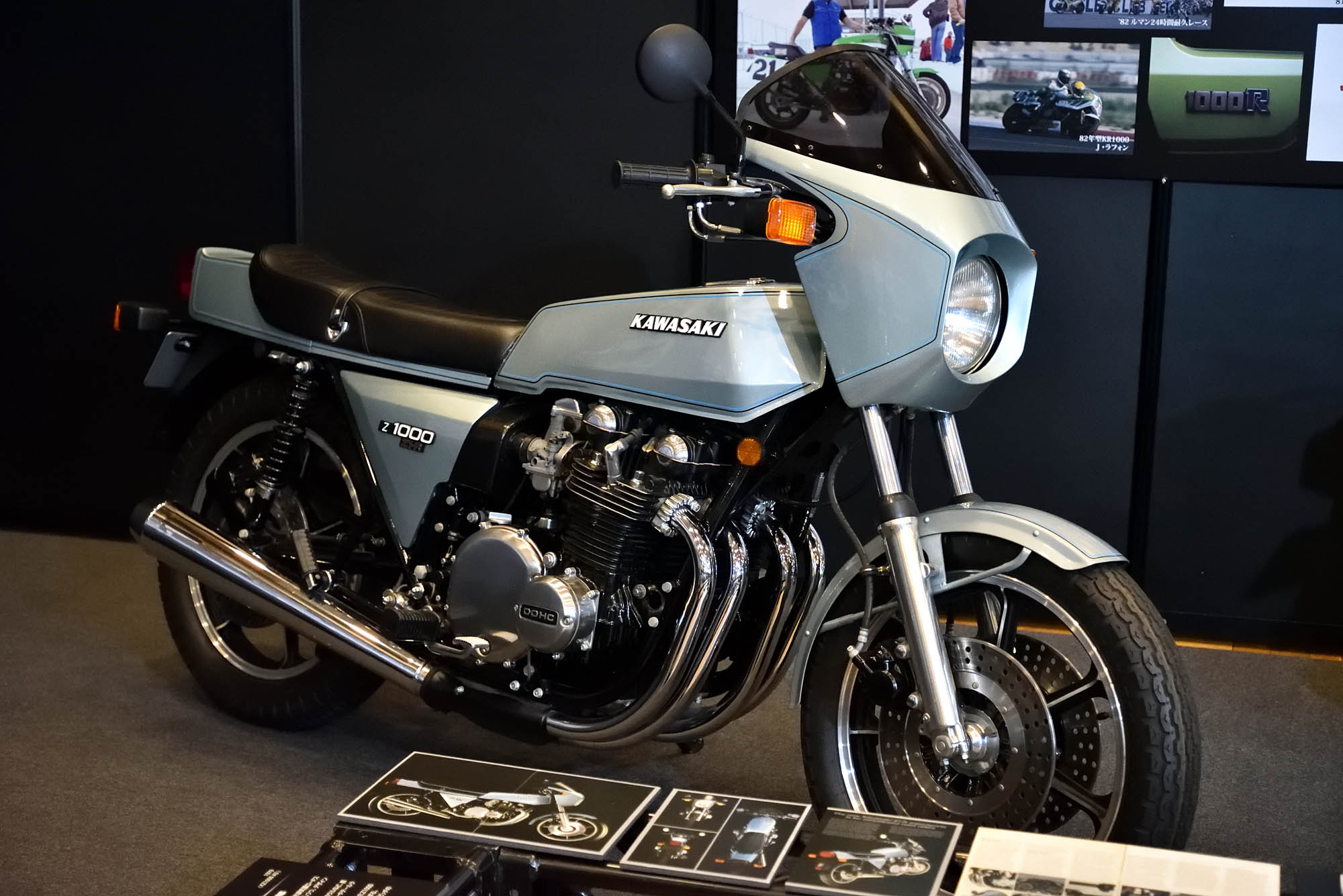
Kawasaki Z1-R

Die Kawasaki Z 1000 Z 1-R (meistens nur Z 1-R genannt) ist ein japanisches Motorradmodell von Kawasaki Heavy Industries. Auffälliges Merkmal der Kawasaki Z 1000 Z 1-R sind die 4-in-1-Auspuffanlage auf der rechten Seite und die Gussräder.

## Geschichte
Nach dem Erfolg der Z 1000 entwickelte Kawasaki die „Z 1-R“ als neues Topmodell, das Maßstäbe in Design und Leistung setzen sollte. Das betont kantige Motorrad mit der lenkerfesten Halbschalenverkleidung war nur mit einer Lackierung im metallischen Silberblau erhältlich. Obwohl das Design bei den potenziellen Käufern gut ankam, blieben die Verkaufszahlen nach unbefriedigenden Tests in Motorradzeitschriften hinter den Erwartungen zurück. Kritisiert wurden unter anderem die mangelnde Motorleistung und der zu kleine Tank.

## Technik

### Motor
Der Motor basiert auf dem luftgekühlten DOHC-Vierzylinder der Z 1000. Eine Vier-in-Eins-Auspuffanlage und ein auf 28 Millimeter vergrößerter Vergaserdurchmesser ergeben eine Mehrleistung von 5 PS und damit 90 PS.
Allerdings monierten die Tester von MOTORRAD, dass die Leistung weniger als 90 PS betrug.
Das Motorrad kann sowohl per Kickstarter (welcher sich für den Notfall einer schwachen Batterie unter der Sitzbank befindet) als auch per Knopfdruck mit dem elektrischen Anlasser gestartet werden. Die Zündanlage arbeitet mit Unterbrecherkontakten.

### Fahrwerk
Auch beim Rahmen blieb Kawasaki beim erprobten Doppelschleifen-Stahlrohrrahmen des Vorgängermotorrades, allerdings mit zusätzlichen Verstärkungen im Lenkkopfbereich. Um das hintere Fahrwerk besser zu stabilisieren, wurde die Zahl der Nadellager von zwei auf vier verdoppelt. Die hinteren Federbeine sind fünffach verstellbar. Die beiden Leichtmetall-Gussräder von Enkei haben einen polierten Felgenrand.
Ein weiterer Kritikpunkt ist die Neigung zum Pendeln um die Längsachse bei Fahrtgeschwindigkeiten schneller als  150 km/h. Ursache war erhöhter Auftrieb am Vorderrad, wiederum verursacht durch den Wechsel auf die kleinere Radgröße von 18 Zoll. Nach dieser Kritik wurde das Motorrad von den Kawasaki-Händlern mit Dunlop Golden Seal Reifen nachgerüstet, was sich als effektiv erwies.

### Beleuchtung und Instrumente
Die Kawasaki Z 1000 Z 1-R hatte serienmäßig Halogen-Licht. Die Instrumentenkonsole war mit Tachometer, Drehzahlmesser, Tankanzeige und Amperemeter ausgestattet.

## Absatz und Verkaufszahlen
Die Verkaufszahlen waren in Deutschland wegen des angekratzten Ansehens durch Testberichte auf niedrigen Niveau, es wurden insgesamt nur rund 900 Exemplare der Z1-R für 9.968 DM an den die Kunden gebracht. International war der Verkaufserfolg höher. Besonders in den  USA und England wurde das leistungsstarke Sportmotorrad (weiter verbessert durch technische Leistungssteigerungen wie der Einbau eines Kompressors oder Turboladers) gerne bei sogenannten „Drag-Strip-Rennen“ (Beschleunigungsrennen) eingesetzt und verheizt.

## Stellung als Oldtimer
Aus den oben angeführten Gründen zählt die Z1R heute zu den seltenen Kawasaki-Klassikern. Mussten 2008 Käufer 5.300 Euro für eine Z 1000 Z 1 R im Bestzustand bezahlen, waren es 2014  bereits 7.200 Euro. 2018 lagen die Preise für Sammlerstücke bei bis zu 14.000 EUR, 2021 noch höher.

## Trivia
Ende des Jahres 1977 wurde die neu vorgestellte Z 1-R von fast 28.000 Lesern der Zeitschrift Motorrad zum Motorrad des Jahres gewählt. Zu diesem Zeitpunkt hatte das Motorrad aus zeitlichen Gründen noch gar keinen Testbericht bekommen.